# 共产党员 (杂志)
《共产党员》创刊于1948年，是中国大陆政治类半月刊，中国共产党辽宁省委员会主办，编辑部位于辽宁省沈阳市。
《共产党员》在2018年被评为2017年全国“百强报刊”。

## 外部連結
- 《共產黨員》雜誌社